# وارن إتش كارول
وارن إتش كارول (بالإنجليزية: Warren H. Carroll) هو مؤرخ أمريكي، ولد في 24 مارس 1932 في مين في الولايات المتحدة، وتوفي في 17 يوليو 2011 في ماناساس في الولايات المتحدة.